# Wesley dos Santos Rodrigues
Wesley dos Santos Rodrigues, meglio noto come Wesley (Paranaguá, 2 aprile 1992), è un calciatore brasiliano, difensore del Cianorte.

## Carriera
In carriera ha giocato 13 partite nella Coppa dell'AFC, realizzandovi anche una rete, tutte con il Global.